# Obroatis distincta
Obroatis distincta är en fjärilsart som beskrevs av Butler 1879. Obroatis distincta ingår i släktet Obroatis och familjen nattflyn. Inga underarter finns listade i Catalogue of Life.